# Tyrischer Schekel

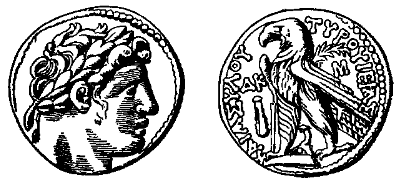
Tyrischer Halbschekel von 102 v. Chr.

Der Tyrische Schekel ist eine Münze, die von 126 v. Chr. bis 19 v. Chr. in Tyros geprägt wurde. Sie war den zuvor in Tyros geprägten Tetradrachmen in Aussehen, Größe und Gewicht sehr ähnlich. Vom 1. Jahrhundert v. Chr. bis zum Jüdischen Krieg, der im Jahr 70 n. Chr. endete, waren tyrische Schekel und Halbschekel (Doppeldrachmen) die am weitesten verbreiteten Silbermünzen im Heiligen Land. Allerdings befanden sich die tyrischen Schekel wohl nicht im normalen Umlauf, sondern wurden ausschließlich für die Bezahlung der Tempelsteuer und als Zahlungsmittel im Jerusalemer Tempelbereich verwendet. Die im gewöhnlichen Zahlungsverkehr verwendeten Silbermünzen waren beinahe ausschließlich römischen Ursprungs.
Tyros wurde nach der Ermordung des Seleukiden Demetrios II. 125 v. Chr. unabhängig. Während die bis dahin in Tyros geprägten Münzen auf ihrer Vorderseite das Bild des jeweiligen Herrschers zeigen und als Tetradrachmen bezeichnet werden, zeigen sie ab diesem Zeitpunkt auf ihrer Vorderseite das Bild des Hauptgottes von Tyros, Melkart, und werden von nun an als Schekel bezeichnet. Auf ihrer Rückseite steht jetzt: TYPOY IEPAΣ ΚΑΙ ΑΣΥΛOY (von Tyros, der Heiligen und Unverletzlichen). Die Schekel wurden von 126 v. Chr. bis 19 v. Chr. (dem Zeitpunkt der Schließung der Münze durch die Römer) in Tyros geprägt, danach bis 65 n. Chr. wahrscheinlich in Jerusalem, was aber nicht sicher ist.
Die tyrischen Schekel waren für ihren sehr hohen Silbergehalt (94 bzw. 97 %) bekannt, der höher als jener anderer zeitgenössischer Münzen war. Das Gewicht des tyrischen Schekels betrug ca. 14 Gramm, das eines Halbschekels ca. 7 Gramm. Als Standardgewicht der Münzen waren wohl 14,1 Gramm für den Schekel bzw. 7,1 Gramm für den Halbschekel beabsichtigt. Besonders im Vergleich mit den römischen Provinzialmünzen wird der monetäre Vorteil der tyrischen Währung deutlich: Während sich die Reinheit der tyrischen Silberwährung während ihres Prägezeitraums kaum veränderte, sank der Silbergehalt einer vergleichbaren römischen Provinzialmünze im Zeitraum zwischen 100 v. Chr. und 100 n. Chr. um beinahe zwei Drittel.
Die große Bedeutung des tyrischen Schekels lag darin, dass nur mit ihm die jährliche Tempelsteuer in Höhe eines halben tyrischen Schekels bezahlt werden konnte, die jeder männliche Israelit (auch in der Diaspora) vom 20. Lebensjahr an zu bezahlen hatte und die zum Unterhalt des öffentlichen Kultes am Jerusalemer Tempel diente. Das Neue Testament berichtet in Mt 17,24-27 , dass auch Jesus von Nazaret die Tempelsteuer in Höhe einer Tetradrachme für sich und Simon Petrus bezahlte. Obwohl die Münzen auf der Vorderseite den tyrischen Stadtgott Melkart (dargestellt in Gestalt des Herakles) und auf der Rückseite ein Bild des ptolemäischen Adlers (der als Zeus-Symbol galt) zeigten und damit das biblische Verbot von Kultbildern und figürlichen Darstellungen (Ex 20,3-4 ) verletzten, war der tyrische Schekel wahrscheinlich aus finanztechnischen Gründen die einzige Währung, die im Tempel akzeptiert wurde. Auffällig ist, dass es keinerlei frühjüdische Zeugnisse von einem religiös motivierten Widerstand gegen die Verwendung der tyrischen Münzen gibt. Auch die römischen Münzprägungen des Pontius Pilatus, der erstmals heidnisch-römische Kultsymbole auf judäisches Provinzialgeld prägte, scheinen nach Flavius Josephus keine jüdische Reaktion hervorgerufen zu haben. Inwieweit heidnische oder figürliche Darstellungen auf Münzen tatsächlich Anstoß in frommen jüdischen Kreisen erregten, bleibt daher fraglich.